# بخش ضیابر
ضیابر بخشی در شهرستان صومعه‌سرا استان گیلان در ایران است. مرکز این بخش، شهر ضیابر است. 

## تقسیمات کشوری
- بخش ضیابر
- دهستان‌ها:
  - دهستان ضیابر
  - دهستان بهمبر
- شهر: ضیابر